# Ricky Brabec
Ricky Brabec (San Bernardino, 21 aprile 1991) è un pilota motociclistico statunitense di rally e motocross, vincitore del Rally Dakar nella categoria moto nel 2020 e nel 2024.

## Carriera
Nato a San Bernardino, in California, inizia a correre con le BMX all'età di 5 anni. All'età di 15 anni si trasferisce insieme alla sua famiglia nella città di Hesperia, situata nel deserto. Questo gli ha permesso di cimentarsi nel motocross e di disputare i suoi primi rally raid nel 2011.
Nel 2014 ha vinto la Baja 500, la Baja 1000 e la San Felipe 250. Questi risultati attirano su di lui l'attenzione della Honda, che lo ingaggia come pilota ufficiale. Nel 2015 fa il suo debutto con il costruttore giapponese nell'Abu Dhabi Desert Challenge, classificandosi al quinto posto. L'anno successivo si classifica sesto al Merzouga Rally e settimo all'Atacama Rally.
Nello stesso anno fa il suo debutto al Rally Dakar, classificandosi al nono posto e rivelandosi il migliore tra i piloti ufficiali Honda. Nel 2017 ottiene la sua prima vittoria di tappa, ma è in seguito costretto al ritiro dopo essere stato colpito da un collasso per essere stato esposto per molte ore alle alte temperature del deserto sudamericano a causa della rottura del radiatore della sua moto.
Nel 2018 partecipa alla sua terza Dakar, ma è costretto nuovamente al ritiro nel corso della penultima tappa a causa di un guasto meccanico mentre si trovava al sesto posto generale di categoria. Stessa sorte gli tocca anche l'anno successivo, quando la rottura del motore lo ferma all'inizio dell'ottava tappa.
Nel 2020 si presenta per la sua quinta Dakar. Dopo le delusioni ottenute negli anni precedenti, Brabec è protagonista di una lunga battaglia con Pablo Quintanilla (Husqvarna)  e Toby Price (KTM), al termine della quale riuscirà a vincere la competizione, diventando il primo e unico statunitense ad aggiudicarsi il Rally Dakar. Curiosamente questo secondo record durerà solo poche ore, dal momento che nella stessa edizione il connazionale Casey Currie si aggiudicherà la categoria side-by-side. La sua vittoria ha inoltre interrotto il dominio della KTM, che fino a quel momento aveva dominato la categoria moto per ben 19 anni consecutivi.

## Risultati

### Rally Dakar
| Anno | Classe | Scuderia                       | Motocicletta       | Pos. | TV |
| ---- | ------ | ------------------------------ | ------------------ | ---- | -- |
| 2016 | Moto   | Team HRC                       | Honda CRF450 Rally | 9º   | 0  |
| 2017 | Moto   | Monster Energy Honda Team      | Honda CRF450 Rally | Rit  | 1  |
| 2018 | Moto   | Monster Energy Honda Team      | Honda CRF450 Rally | Rit  | 0  |
| 2019 | Moto   | Monster Energy Honda Team 2019 | Honda CRF450 Rally | Rit  | 1  |
| 2020 | Moto   | Monster Energy Honda Team 2020 | Honda CRF450 Rally | 1º   | 2  |
| 2021 | Moto   | Monster Energy Honda Team 2021 | Honda CRF450 Rally | 2º   | 4  |
| 2022 | Moto   | Monster Energy Honda Team 2022 | Honda CRF450 Rally | 7º   | 0  |
| 2023 | Moto   | Monster Energy Honda Team      | Honda CRF450 Rally | Rit  | 1  |
| 2024 | Moto   | Monster Energy Honda Team      | Honda CRF450 Rally | 1°   | 1  |
| 2025 | Moto   | Monster Energy Honda Team      | Honda CRF450 Rally | 5°   | 1  |

### W2RC
| Anno | Scuderia                  | Vettura             | 1       | 2       | 3       | 4     | 5       | Pos. | Punti |
| ---- | ------------------------- | ------------------- | ------- | ------- | ------- | ----- | ------- | ---- | ----- |
| 2022 | Monster Energy Honda Team | Honda CRF 450 Rally | DAK 7   | ABU 2   | MAR 3   | AND 7 |         | 2°   | 59    |
| 2023 | Monster Energy Honda Team | Honda CRF 450 Rally | DAK Rit | ABU 7   | SON 7   | DES 2 | MAR Rit | 9°   | 38    |
| 2024 | Monster Energy Honda Team | Honda CRF 450 Rally | DAK 1   | ABU Rit | POR Rit | DES 1 | MAR Rit | 4°   | 63    |
| 2025 | Monster Energy Honda HRC  | Honda CRF 450 Rally | DAK 5   | ABU 2   | SUD 3   | POR   | MAR     |      | 53    |

## Palmarès

### Rally Dakar
- 2020: 1º
- 2024: 1°